# Ho-203
L'Ho-203 era un cannone aeronautico automatico Giapponese che vide un uso considerevole durante la Seconda guerra mondiale. Funzionava con un meccanismo di lungo rinculo (per cui la sua cadenza di tiro è relativamente basso in confronto ad altri cannoni dello stesso calibro, per esempio l'Ho-204) ed era dotato di un caricatore a nastro con 15 colpi.
Fu montato sul muso del Ki-45, il caccia pesante antibombardiere dell'aviazione militare giapponese, e nella versione III-KAI del Ki-46 come cannone dorsale con orientazione frontale, analogamente al "Schräge Musik" adottato su alcuni caccia pesanti della Luftwaffe.